# Новий Беркадак
Новий Беркада́к (рос. Новый Беркадак, башк. Яңы Берҡаҙаҡ) — присілок у складі Чишминського району Башкортостану, Росія. Входить до складу Аровської сільської ради.
Населення — 4 особи (2010; 12 у 2002).
Національний склад:
- росіяни — 59 %
- українці — 33 %